# Campeonato Peruano de Fútbol Femenino de 2014
El Campeonato Peruano de Fútbol Femenino de 2014 fue un torneo de futbol femenino a nivel nacional en el Perú. Pese a su nombre, los partidos de la etapa nacional se jugaron en el 2015.  El campeón nacional clasificó a la Copa Libertadores Femenina 2015.El campeón fue Universitario de Deportes. Fue su primer campeonato nacional. Además fue el inicio de su segundo tricampeonato.

## Etapa Metropolitana
El torneo inicio en julio y culminó en diciembre del 2014. En esta etapa jugaron los siguientes equipos limeños:
| Club                       | PJ | PG | PE | PP | GF | GC | DG  | Puntos |
| -------------------------- | -- | -- | -- | -- | -- | -- | --- | ------ |
| Asociación Fuerza Cristal  | 18 | 15 | 2  | 1  | 81 | 11 | 70  | 47     |
| Universitario de Deportes  | 18 | 15 | 1  | 2  | 92 | 10 | 82  | 46     |
| Alianza Lima               | 18 | 13 | 1  | 4  | 77 | 17 | 60  | 40     |
| JC Sport Girls*            | 17 | 12 | 0  | 5  | 45 | 14 | 31  | 36     |
| La Cantera                 | 18 | 11 | 0  | 7  | 49 | 33 | 16  | 33     |
| Talemtus Callao*           | 17 | 5  | 1  | 11 | 24 | 60 | -36 | 16     |
| Deportivo U de América FC* | 17 | 6  | 0  | 11 | 22 | 67 | -45 | 18     |
| Real Maracaná*             | 17 | 1  | 2  | 14 | 13 | 69 | -56 | 5      |
| E.F.F. Colombia - Perú*    | 17 | 4  | 1  | 12 | 19 | 63 | -44 | 13     |
| Independiente San Felipe*  | 17 | 1  | 0  | 16 | 14 | 92 | -78 | 3      |

* Se desconocen los resultados de la última fecha.
En octubre del 2014 las cremas ganaron 7 a 0 a Real Maracaná
Fecha 17:
Alianza Lima 0 – 1 JC Sport Girls
La Cantera 3 – 2 Asociación Fuerza Cristal
E.F.F. Colombia -Perú 6 – 3 Independiente San Felipe
Deportivo U de América FC 1 – 7 Universitario de Deportes
Real Maracaná  0 – 3 Talemtus Callao
Fecha 18:
Cristal 1-1 Alianza Lima
Universitario de Deportes 2-0 La Cantera

### Final
El 8 de mayo del 2015 se disputó la final del torneo Metropolitano. Las cremas ganaron el encuentro 4 a 1 Cristal Los goles por parte de Universitario de Deportes los hicieron Cindy Novoa (2), Carmen Quezada y Emily Flores; mientras que Adriana Lúcar anotó para Fuerza Cristal.

## Etapa Nacional
El torneo se jugó en mayo del 2015. En esta etapa jugaron los siguientes equipos:
| Departamento | Equipo                    |
| ------------ | ------------------------- |
| Ayacucho     | Percy Berrocal            |
| Lima         | Universitario de Deportes |
| Huánuco      | León de Huánuco           |
| Apurímac     | Lucrecia FC               |
| Loreto       | Alfredo Vargas Guerra     |
| San Martín   | Sport Willy               |
| Arequipa     | Internacional             |
| Ica          | Alas Peruanas             |

## Calendario y resultados

### Ronda 1 (4 de mayo)
- Percy Berrocal              1-2 Alfredo Vargas Guerra (Mazán)
- Universitario de Deportes 5-0 Sport Willy (Tarapoto)
- León de Huánuco             0-5 Internacional
- Lucrecia FC                 1-2 Alas Peruanas

### Ronda 2 (5 de mayo)
- Alfredo Vargas Guerra       4-1 León de Huánuco
- Universitario de Deportes  4-0 Lucrecia FC
- Percy Berrocal           0-5 Internacional
- Sport Willy                 0-1 Alas Peruanas

### Ronda 3 (6 de mayo)
- Percy Berrocal              -  León de Huánuco
- Lucrecia FC                  -  Sport Willy
- Universitario de Deportes  6-0 Alas Peruanas
- Alfredo Vargas Guerra       2-1 Internacional

### Tabla
- Grupo A

| Equipo                        | Pts. | PJ | PG | PE | PP | GF | GC | DG |
| ----------------------------- | ---- | -- | -- | -- | -- | -- | -- | -- |
| Alfredo Vargas Guerra (Mazán) | 9    | 3  | 3  | 0  | 0  | 8  | 3  |    |
| Internacional (Arequipa)      | 6    | 3  | 2  | 0  | 1  | 11 | 2  |    |
| Percy Berrocal (Ayaucho)      | 0    | 2  | 0  | 0  | 2  | 1  | 7  |    |
| León de Huánuco (Huánuco)     | 0    | 2  | 0  | 0  | 2  | 1  | 9  |    |

- Grupo B

| Equipo                           | Pts. | PJ | PG | PE | PP | GF | GC | DG |
| -------------------------------- | ---- | -- | -- | -- | -- | -- | -- | -- |
| Universitario de Deportes (Lima) | 9    | 3  | 3  | 0  | 0  | 15 | 0  |    |
| Alas Peruanas (Ica)              | 6    | 3  | 2  | 0  | 1  | 3  | 7  |    |
| Lucrecia FC (Apurimac)           | 0    | 2  | 0  | 0  | 2  | 1  | 6  |    |
| Sport Willy (Tarapoto)           | 0    | 2  | 0  | 0  | 2  | 0  | 6  |    |

### Final
| 8 de mayo del 2015 | Universitario de Deportes                                                                                    | 7:0     | Alfredo Vargas Guerra de Mazán | Videna, Lima |  |
|                    | Cindy Novoa · Pierina Núñez · Scarleth Flores · Emily Flores · Arantxa Vega · Even Pizango · Rocío Fernández | Reporte |                                |              |  |